# Knobbed Russet
La Knobbed Russet est un cultivar de pommier domestique. 

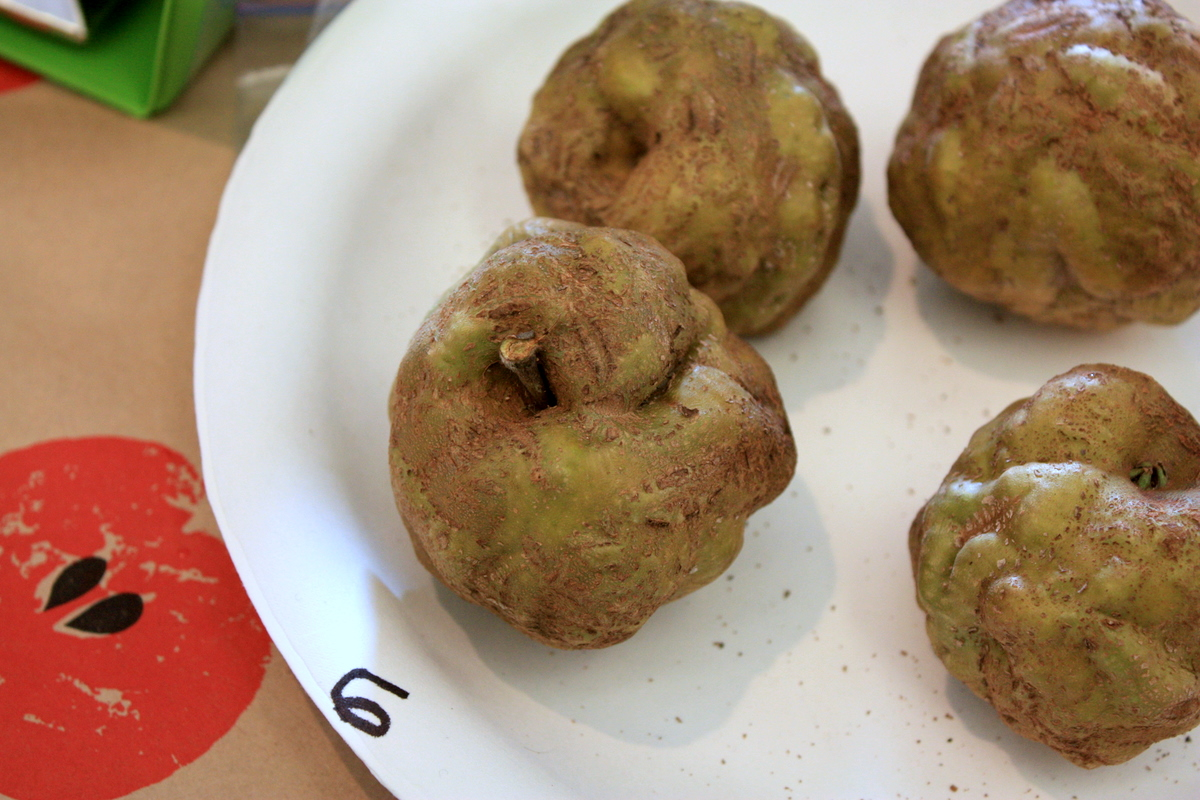
Knobby Russet.

## Origine
Originaire du Sussex, en Angleterre en 1819, la Knobbed Russet a été exposée pour la première fois en 1820.

## Synonymes
- Knobbed Russet,
- Old Maid's,
- Old Maids, Winter,
- Winter Apple,
- Winter Russet[1].

## Description

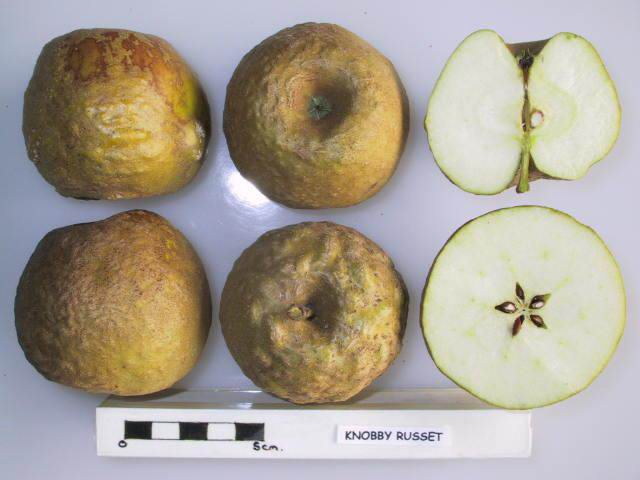
Knobby Russet.

C'est une grosse pomme vert et jaune avec une peau roux noir, rugueuse et très irrégulière, verruqueuse et noueuse, qui ressemble plus à une pomme de terre qu'à une pomme. Sa chair est crémeuse, tendre et sucrée.

## Culture
Les fruits sont récoltés la seconde quinzaine d'octobre et se conservent d'octobre à février-mars.